# تو زیبایی (مجموعه تلویزیونی)
تو زیبایی (کره‌ای: 미남이시네요; هانجا: 美男이시네요; لاتین‌نویسی اصلاح‌شده: Minamisineyo; مک‌کیون–ریشاور: Minamisineyyo; lit. What A Handsome Man You Are) عنوان مجموعه تلویزیونی محصول شرکت SBS کره جنوبی است. این مجموعه تلویزیونی با گرفتن بیش از چهار جایزه به عنوان بهترین مجموعه تلویزیونی کره در سال ۲۰۰۹ برگزیده شده‌است. مجموعه تلویزیونی تو زیبایی در ایران سال ۲۰۱۸ در ۲۴ قسمت ۴۰ دقیقه ای از شبکه‌های جم پخش شد.

## خلاصه داستان
این مجموعه دربارهٔ دختری به اسم گو می نیو است که در کلیسا درس راهبگی می‌خواند. مجموعه تلویزیونی از آنجا شروع می‌شود که برادر گومی نیو که یک خواننده است برای جراحی چشم به آمریکا سفر می‌کند درحالی که دعوت نامه‌ای از یک گروه خوانندگی خیلی معروف به نام A.N.JELL دریافت می‌کند و به درخواست مدیر اجرایی این گروه (رئیس آن) از خواهر گومی نام، گومی نیو مجبور می‌شود تا برای از دست نرفتن این فرصت خودش را بدون آنکه کسی متوجه شود جای برادر دوقلویش، گومی نام معرفی کند. حال دختری که تمام عمرش را در کلیسا زندگی کرده باید نقش یک خوانندهٔ پر طرفدار را اجرا و با سه پسر خواننده معروف (ته کیونگ، جرمی، شین وو) زندگی کند. گومی نام تقلبی رفته رفته رابطه‌اش با اعضای گروه ای.ان. جل صمیمی می‌شود. گومی نیو با صدای زیبای خود مورد توجه مردم و گروه ای.ان. جل قرار می‌گیرد. با گذشت زمان گو می نیو به لیدر گروه یعنی ته کیونگ علاقه‌مند می‌شود ولی ته کیونگ در ابتدا نسبت به او کم توجه است. در این گروه نخست شین وو متوجه می‌شود که او یک دختر است ولی وانمود می‌کند که چیزی نمی‌داند. شین وو که به گو می نیو علاقه‌مند است سعی می‌کند با سورپرایزهای عجیب و غریب و مهربانی‌هایش نظر او را جلب کند. گو می نیو پس از مدتی متوجه عشق او می‌شود. گو می نیو عشق شین وو را رد کرده و سعی می‌کند رابطه اش را با ته کیونگ شروع کند. ته کیونگ نیز عاشق او است ولی داستان عشق مادرش با پدر گومی نام باعث می‌شود رابطه این دو رو به سردی نهاده شود. پس از مدت زیادی برادر گو می نیو یعنی گو می نام از آمریکا بازگشته و به گروه ای.ان. جل ملحق می‌شود. ته کیونگ آهنگ مورد علاقه مادرش را که پدر گو می نیو نوشته‌است می‌خواند. گو می نیو که قصد رفتن به آفریقا را دارد برای آخرین بار به صحنه پانزده هزار نفرهٔ گروه ای.ان. جل می‌رود. ته کیونگ نیز او را از میان جمعیت بی شمار طرفدارانش پیدا می‌کند و او را در آغوش می‌گیرد و ابراز علاقه می‌کند. در آخر مجموعه تلویزیونی نشان داده می‌شود که ته کیونگ یک گردنبند با آویز ستاره، به گو می نیو به عنوان یادگاری می‌دهد. گو می نیو نیز که قصد سفر دارد، به ته کیونگ قول می‌دهد که سریع از سفر برگشته و نزدش برگردد.

## بازیگران
- جانگ گیون سوک در نقش هوانگ ته کیونگ
- پارک شین هه در نقش گو می نیو/جما/گو می نام
- لی هونگ-کی در نقش جرمی
- جونگ یونگ هوا در نقش کانگ شین وو
- یوئی در نقش یو هه ای
- کیم سونگ ریونگ در نقش مو هوا ران

## جوایز و نامزدی‌ها
- 2009 SBS Drama Awards: Top Ten Star Award (Jang Keun-suk) cite web
- 2009 SBS Drama Awards: Netizen Highest Popularity Award (Jang Keun-suk) awards
- 2009 SBS Drama Awards: New Star Award (Park Shin Hye) awards
- 2009 SBS Drama Awards: New Star Award (Lee Hongki|Lee Hong Ki) awards
- 2009 SBS Drama Awards: New Star Award (Jung Yong Hwa) awards